# Arnedo
Arnedo är en kommun i Spanien. Den ligger i den autonoma regionen La Rioja i norra delen av landet, 240 km nordost om huvudstaden Madrid. Antalet invånare är 15 219 (2024). Arean är 85,40 kvadratkilometer.